# 神☆ヴォイス
『神☆ヴォイス 〜THE VOICE MAKES A MIRACLE〜』（かみヴォイス）は、2011年11月19日公開の日本の実写映画、および日本の漫画作品。

## 概要
声優という裏舞台をテーマとした実写青春ストーリー映画で、若手からベテランまで実際に声優として活躍している声優が多数出演している。講談社『月刊少年ライバル』の漫画版のその後のエピソードとして描かれている。
2011年11月6日および11月12日に、AT-Xで『映画「神☆ヴォイス」公開直前SP』を放送。また11月14日にはニコニコ生放送でも配信。
キャッチコピーは「みんな、声優になりたいか！？」。

## 登場人物
白池悠宙
演 - 梶裕貴
本作の主人公。
久保寺辰真
演 - 羽多野渉
本作の主人公。
竹田さゆり
演 - 朴璐美
小田晴矢
演 - 森久保祥太郎
小早川久遠
演 - 浪川大輔
浅井奏
演 - 宮野真守
マリアママ
演 - 高乃麗
田中さん
演 - 田中真弓
哲郎
演 - 江口拓也
ティンタン
演 - 青山耕平
ロドリゲス
演 - 飛磨
ライト
演 - 岡村歩
岩清水
演 - 迫瑞樹
DJ Yoshi
演 - 田中太郎
リーゼント
演 - 前田邦宏
デカメガネ菊池
演 - 松岡佑季
リン
演 - 森輝弥
モーちゃん
演 - 山口和也
クリスティアン
演 - ランズベリー・アーサー
丹波社長
演 - 内田直哉
アナウンサー
演 - 細谷佳正
毛利P
演 - 永井寛孝
久保寺辰之進
演 - 山寺宏一（特別出演）
辰真の父親であり、大御所声優。
審査員
演 - 野沢雅子（特別出演）
審査員
演 - キートン山田（特別出演）
審査員
演 - 滝沢ロコ（特別出演）
審査委員長
演 - 羽佐間道夫（特別出演）
五十嵐学長
演 - 千葉繁（特別出演）
医者
演 - 小山力也（特別出演）
ナレーション
声 - 神谷浩史

## スタッフ
- 監督 - 佐野智樹
- 監修 - 田中真弓
- 脚本 - 櫻井圭記
- 撮影 - 高橋義仁
- 照明 - 田村文彦
- 録音 - 土屋和之
- 美術 - 都留啓亮
- 衣装 - みのわさやか
- メイク - 五十嵐広美
- 助監督 - 湯本信一・谷口尊洋・中原佑典
- 撮影助手 - 石塚崇寛
- 照明助手 - 小笠原篤志
- 録音助手 - 片山尚子・木村結香
- 製作 - Team G.V.
- 制作プロダクション - 護縁
- アニメーション制作 - Production I.G
- 配給 - 東京テアトル

## 劇中アニメーション
劇中作品『リヴァリス』
監督 - 野村和也
作画監督 - 頂真司
劇中作品『ペット戦隊イキタインジャー』
アニメーション監督・絵コンテ - 竹中隆弘
キャラクターデザイン - 小林夏与
アニメーション制作協力 - ピーカン・ナッツ

## 主題歌
「Dreamers!」
作詞 - 大塚利恵、作曲・編曲 - 津波幸平、歌 - 白池悠宙（梶裕貴）&久保寺辰真（羽多野渉） with 久保寺声優学校オールスターズ
劇中歌「Dancin'To The Music」
作詞・作曲・編曲 - 津波幸平、歌 - 久保寺声優学校オールスターズ

## 関連商品

### DVD、Blu-ray Disc
2012年5月2日発売。DVD、Blu-ray Discの2種リリース。Blu-ray Discは初回生産限定であり、特典として2011年11月6日、11月12日にAT-Xで放送された特番『映画「神☆ヴォイス」公開直前SP』、舞台挨拶、劇中アニメーション『リヴァリス』、『ペット戦隊イキタインジャー』を収録した特典ディスク、キャスト、劇中アニメーションの解説、アフレコ練習用台本を掲載したブックレットが同梱。

### CD
（全発売元、販売元：ポニーキャニオン）
Dreamers!
2011年11月16日発売。主題歌の「Dreamers!」、劇中歌の「Dancin'To The Music」が収録されている。
2011年11月28日付のオリコン週間シングルチャートでは84位を獲得。
MUSIC OF 神☆ヴォイス
2011年12月28日発売。劇中で使用されたBGM、「Dreamers!」のソロバージョン、「Dancin'To The Music」のリミックスバージョン、キャラクターソングが収録されている。BGMの作曲は全て尾澤拓実が手掛けている。

## 漫画版
講談社『月刊少年ライバル』2011年5月号より2012年1月号まで連載された、櫻井圭記、Team G.V.原作、薮口黒子著作の漫画版。白池悠宙と久保寺辰真の2人が声優を目指す映画版よりも前のエピソードとなる。単行本は全2巻。限定版にはドラマCDを同梱。

### 単行本
- 1巻 2011年11月17日発売
  - 通常版 ISBN 978-4-06-380189-7
  - 限定版 ISBN 978-4-06-362202-7
- 2巻 2012年5月02日発売
  - 通常版 ISBN 978-4-06-380215-3
  - 限定版 ISBN 978-4-06-362213-3

## 舞台版
『NAKED BOYZ ACTIII 舞台版「神☆ヴォイス 〜Go!Go!Dreamers!!〜」』
俳優集団NAKED BOYZの本公演第3弾として、2012年3月6日から14日までMAKOTOシアター銀座にて上演。脚本・演出はNAKED BOYZプロデューサーのカニリカ。
声優学校の生徒たちにスポットを当てた、映画版のスピンオフストーリーとなっている。映画版に出演したNAKED BOYZメンバー3名および田中太郎・前田邦宏は同一のキャストで出演。また映画版で主役を演じた梶裕貴は「声の出演」として参加している。
配役
Aチーム/Bチームの2チーム制で上演（区分なしはA/B共通キャスト）。
- 田所翼 - 清水一希 / 篠谷聖
- 菊池寛（デカメガネ菊池） - 松岡佑季
- 夏目凛太郎（リン） - 森輝弥
- ロドリゲス - 飛磨
- 京塚真吾 - 夏樹弘 / 川本稜
- 綾田大輝 - 福本有希 / 服部喜照
- 篠原海人 - 山沖勇輝 / 田野井強
- 小平純平 - 大矢剛康 / 元木諒
- 林賢治 - 久保慶太 / 佐藤峻
- 藤田 - 仲沢景

（以上、NAKED BOYZ）
- 西村義明（DJ Yoshi） - 田中太郎
- 佐藤俊夫（リーゼント） - 前田邦宏
- 真行寺 - 舟見和利
- 白池悠宙 - 梶裕貴（声の出演）